# Restrictieve mededingingspraktijken (Europese Unie)
Restrictieve mededingingspraktijken is een overkoepelende term die wijst naar de anticoncurrentiële gedragingen van ondernemingen op een markt om het vrije spel van de mededinging te vervalsen. Ze zijn verboden om een eerlijke en doeltreffende mededinging tussen ondernemingen te garanderen, de consument te beschermen door op de markt een gevarieerde keuze aan kwaliteitsvolle producten en diensten tegen lage prijzen aan te bieden en tegelijkertijd innovatie te bevorderen.
Het recht van de Europese Unie verbiedt het sluiten van restrictieve overeenkomsten en misbruik van machtspositie op straffe van hoge boetes. Ook het nationaal recht kan dergelijk gedrag sanctioneren. In België gebeurt dit op basis van de artikelen IV.1, § 1, IV.2 en IV.2/1 van het Wetboek van economisch recht.
Het mededingingsbeleid streeft naar een gezonde, open en doeltreffende mededinging. Die bevordert het concurrentievermogen van ondernemingen, biedt consumenten een rijke waaier aan diverse kwaliteitsvolle producten tegen concurrerende prijzen en bevordert innovatie. Om die reden bestrijden staten en de Europese Unie restrictieve mededingingspraktijken.